# Tariq Kirksay
Tariq Kirksay, né le 7 septembre 1979 à New York, est un joueur de basket-ball d'origine américaine et naturalisé français. Il peut évoluer depuis le poste de meneur jusqu'au poste d'ailier fort.

## Biographie
Sollicité au cours de la saison 2006-2007 par le Real Madrid, il reste au SLUC qu'il emmène jusqu'en finale du championnat, mais son statut communautaire lui permet de signer dans un club mieux doté pour la saison suivante. En juin 2007, il quitte le SLUC Nancy Basket et signe à l'UNICS Kazan. 

## Palmarès

### Club
- 2005, 2006, 2007 : Vice-Champion de France
- 2005 : Champion de La semaine des As (devenue la Leader Cup Basketball)
- 2009 : Vainqueur de la Coupe de Russie
- 2010-2011 : Élu dans le meilleur 5 majeur de l'EuroCoupe
- 2016-2017 : Vainqueur de la Ligue des champions
- 2016 : Champion d'Angola [1]

### Équipe de France
Naturalisé, Kirksay est sélectionné en équipe de France avec Tony Parker et Boris Diaw pour le championnat d'Europe 2007 et honore avec 12 points et 7 rebonds sa première sélection le 28 juillet 2007 contre la Suisse. Il dispute son vingt-neuvième et dernier match sous le maillot bleu contre la Turquie dans le cadre des qualifications pour le championnat d'Europe 2009. 